# 第一高等学校・東京大学弁論部
第一高等学校・東京大学弁論部（だいいちこうとうがっこう・とうきょうだいがくべんろんぶ）は、東京大学に存在する弁論部である。

## 概要
第一高等学校・東京大学弁論部は東京大学で唯一の弁論部である。1889年に発足した第一高等学校弁論部の伝統を引き継ぐ形で戦後の新生東京大学設置以来、駒場キャンパスを拠点に活動している。
現在では弁論のほか、ディベート、読書会を主要な活動内容に掲げており、毎年「東京大学総長杯争奪全国学生弁論大会」と「五月祭記念弁論大会」を開催している。
OB・OG会である縦の会は第一高等学校時代から現在に至る卒部生が参加している。

## 沿革
- 1889年（明治22年） - 前身の第一高等学校弁論部が発足。
- 1911年（明治44年） - 弁論部大会で作家の徳富蘆花が『謀反論』の講演を行う[1]。
- 1977年（昭和52年） - 法学部緑会加盟サークルとして、本郷キャンパスに部室を設置。
- 1979年（昭和54年） - OB会誌「縦の論壇」創刊。（以降毎年発刊）

## 主な出身者

### 政治家
- 岩崎勲（元衆議院議員）
- 前田多門（元衆議院議員･元文部大臣）
- 鶴見祐輔（元衆議院議員・元厚生大臣）
- 芦田均（第47代内閣総理大臣）
- 橋本龍伍（元衆議院議員・元文部大臣･元厚生大臣）
- 河上丈太郎（元衆議院議員・元日本社会党委員長）
- 原彪（元衆議院議員・第36代衆議院副議長）
- 前尾繁三郎（第57・58代衆議院議長）
- 山下元利（元衆議院議員・元防衛庁長官）
- 津島雄二（元衆議院議員・元厚生大臣）
- 阿部孝夫（元川崎市長）
- 中村紀雄（元群馬県議会議長）
- 長谷川正榮（元浜松市長）
- 福島啓史郎（元参議院議員）
- 古田肇（岐阜県知事）
- 松浦正敬（元松江市長）
- 村上誠一郎（衆議院議員・元内閣府特命担当大臣・総務大臣）
- 金子洋一（元参議院議員）
- 古川元久（衆議院議員・元内閣府特命担当大臣）
- 桜内文城（元衆議院議員）
- 佐藤孝弘（山形市長）
- 小森卓郎（衆議院議員）
- 三谷英弘（衆議院議員）

### 官僚
- 青木得三（元大蔵省主税局長･経済学者･元中央大学経済学部長）
- 入江俊郎（元法制局長官（日本国憲法の立案責任者）･元貴族院議員･元最高裁判所判事）
- 谷田正躬（元外務事務次官・元駐バチカン日本大使）
- 金子仁洋（元警察大学校校長）
- 齋木昭隆（元外務事務次官）
- 中原広（元国税庁長官）
- 荒井寿光（元通商産業審議官）
- 大貫啓行（元警察庁警視監）
- 伏屋和彦（元国税庁長官）
- 牛嶋俊一郎（元経済企画庁総合計画局長）
- 本田勝（元国土交通事務次官・東京地下鉄代表取締役会長）
- 前川守（元内閣府審議官）
- 太田充（元財務事務次官）
- 朝比奈一郎（元経済産業省課長補佐、青山社中CEO）
- 藤原章夫（文部科学事務次官）

### 学者
- 矢内原忠雄（経済学者、元東京大学総長）
- 森戸辰男（経済学者、初代広島大学学長、元衆議院議員、元文部大臣、森戸事件）
- 河合栄治郎（経済学者、元東京帝国大学教授、河合栄治郎事件）
- 蠟山政道（政治学者、行政学者、元お茶の水女子大学名誉教授）
- 武藤富男（元明治学院院長）
- 福田歓一（政治学者、元東京大学名誉教授）
- 柏木繁男（心理学者、千葉大学名誉教授、慶應義塾大学教授）
- 坂本義和（政治学者、元東京大学名誉教授）
- 田口富久治（政治学者、名古屋大学名誉教授）
- 富永健一（社会学者、東京大学名誉教授）
- 宇波彰（哲学者、明治学院大学名誉教授）
- 瀧田夏樹（東洋大学名誉教授）
- 虫明功臣（東京大学名誉教授）
- 中山信弘（法学者、東京大学名誉教授）
- 大森正博（お茶の水女子大学基幹研究院人間科学系教授）
- 寺谷広司（国際法学者、東京大学大学院法学政治学研究科教授）
- 稲場圭信（宗教学者・社会学者、大阪大学大学院人間科学研究科教授）
- 五百籏頭薫（政治学者、東京大学大学院法学政治学研究科教授）
- 金子敬明（法学者、名古屋大学大学院法学研究科教授）
- 伊川健二（歴史学者、早稲田大学文学学術院教授）
- 金多隆（京都大学工学研究科建築学専攻教授）
- 仲野武志（法学者、京都大学大学院法学研究科教授）
- 榊素寛（法学者、神戸大学大学院法学研究科教授）
- 西村裕一（法学者、北海道大学法学研究科教授）
- 古谷大輔（歴史学者、大阪大学人文学研究科教授）

### 文化人
- 野村胡堂（小説家）
- 石松愛弘（小説家）
- 北康利（作家）
- 久水宏之（経済評論家）
- 松本仁一（ジャーナリスト）
- 宇野郁夫（元日本生命保険相互会社代表取締役会長）
- 西塚英和（元日本航空取締役）
- 石塚博昭（元三菱化学代表取締役社長）
- 高倉透（三井住友トラスト・ホールディングス取締役 代表執行役社長）
- 瀧本哲史（エンジェル投資家）
- 小正裕佳子[2]（元NHKアナウンサー）